# Distretto di Tambara
Il distretto di Tambara è un distretto del Mozambico, facente parte della Provincia di Manica.

## Suddivisioni amministrative
Il distretto è suddiviso in tre sottodistretti amministrativi (posti amministrativi):
- Nhacolo
- Búzua
- Nhacafula